# أندريه كانداكان بينتو
أندريه كانداكان بينتو (14 ديسمبر 1978 في ساو باولو في البرازيل – )؛ هو لاعب كرة قدم سابق كان يلعب كمهاجم.

## وصلات خارجية
- أندريه كانداكان بينتو على موقع رابطة كرة القدم اليابانية للمحترفين (اليابانية)
- أندريه كانداكان بينتو على موقع قاعدة بيانات كرة القدم.إي يو (الإنجليزية)
- أندريه كانداكان بينتو على موقع Soccerway.com (الإنجليزية)
- أندريه كانداكان بينتو على موقع عالم كرة القدم.نت (الإنجليزية)